# 劳伦斯·贡齐

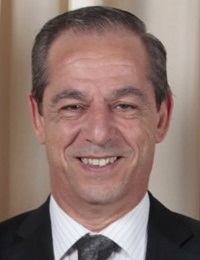

劳伦斯·贡齐（1953年7月1日—），马耳他政治家，马耳他国民党领袖，前马耳他总理、财政部长。
1975年获马耳他大学法学博士学位后开始担任律师。曾长期从事法律、天主教、残疾人、商业等事务。1987年从政，1988至 1996年任议会议长，随后任议会反对党督导和党团秘书及影子内阁社会政策部长。1997年起，任国民党总书记。1998年，任社会政策部长和议会党团领袖。1999年，当选国民党副领袖，并出任副总理兼社会政策部长。2004年3月，当选国民党领袖，任政府总理兼财政部长。2008年3月大选获胜后再次出任总理。2012年5月兼任内政部长。已婚，有两子一女。
| 前任： 埃迪·芬内克·阿达米 | 马耳他总理 2004年-2013年         | 繼任： 約瑟夫·穆斯卡特 |
| 前任： 吉多·德马尔科      | 马耳他副总理 1999年-2004年       | 繼任： 托尼奥·博格     |
| 前任： 约翰·达利          | 马耳他财政部长 2004年至今        | 繼任： 现任            |
| 前任： 埃迪·芬内克·阿达米 | 马耳他国民党领袖 2004年至今      | 繼任： 现任            |
| 前任： 吉多·德马尔科      | 马耳他国民党副领袖 1999年-2004年 | 繼任： 托尼奥·博格     |
| 前任： 奥斯汀·加特        | 马耳他国民党总书记 1998年-1999年 | 繼任： 乔·萨利巴       |